# Мороузи
Мороузи (грец. Μουρούζης, англ. Mourouzis) — давній шляхетний рід, який вперше згадується в Трапезундській імперії, представники династії пізніше займали важливі урядові і військові посади в Османській імперії, Волощині, Молдавському князівстві, Російської імперії та Румунії.

## Історія
Походження роду втрачено. Є дві поширені версії: місцева родина, що походила з регіону Понту, або родина, яка прибула з Венеції під час Четвертого хрестового походу. Є також версія, що вони походять з Бессарабії. Згодом вони стали одним із провідних родів фанаріотів. 
Родина переїхала до Молдавії та Волощини (Дунайські князівства) у 17 столітті, стала драгоманами Порти та боярами. Форма прізвища окрім Мороузі, також записувалась як Морузі, Морузи, Мурузі та інші варіації.
Представники родини були господарями Молдови і Волощини – князі Костянтин та Олександр. Правнук Костянтина - Димитрій утік до Росії після початку Грецької війни за незалежність, де його нащадкам було дозволено використовувати свій княжий титул у 1893 році. Інші члени родини залишалися у Волощині та Бессарабії до радянської окупації після закінчення II світової війни. 